# Борис Сеспедес
Борис Сеспедес (ісп. Boris Céspedes, нар. 19 червня 1995, Санта-Крус-де-ла-Сьєрра) — болівійський і швейцарський футболіст, півзахисник клубу «Івердон Спорт» і національної збірної Болівії.

## Клубна кар'єра
Народився 19 червня 1995 року в місті Санта-Крус-де-ла-Сьєрра. Згодом емігрував до Швейцарії, де займався футболом в академії «Серветта». У дорослому футболі дебютував 2013 року виступами за його головну команду на рівні другого швейцарського дивізіону. 
Двічі, у 2015 і 2016 роках віддавався в оренду до команди «Етуаль Каруж», після чого тривалий час грав за рідний «Серветт». 2019 року допоміг його команді здобути підвищення в класі до швейцарської Суперліги.
Влітку 2023 року на правах вільного агента уклав дворічний контракт із клубом «Івердон Спорт».

## Виступи за збірні
2010 року дебютував у складі юнацької збірної Швейцарії (U-16), загалом на юнацькому рівні взяв участь у 20 іграх, відзначившись 4 забитими голами.
На рівні національних команд був запрошений захищати кольори збірної своєї батьківщини і 2020 року дебютував в офіційних матчах у складі національної збірної Болівії.
У складі збірної був учасником розіграшу Кубка Америки 2021 року у Бразилії та розіграшу Кубка Америки 2024 року у США, на обох з яких болівійці припинили боротьбу на групових стадіях.
| Дата       | Місто                   | Господарі         | Результат | Гості     | Турнір                       | Голи | Примітки |
| ---------- | ----------------------- | ----------------- | --------- | --------- | ---------------------------- | ---- | -------- |
| 9-10-2020  | Сан-Паулу               | Бразилія          | 5 – 0     | Болівія   | Відбір до ЧС 2022            | -    | 46' 90'  |
| 13-10-2020 | Ла-Пас                  | Болівія           | 1 – 2     | Аргентина | Відбір до ЧС 2022            | -    | 64'      |
| 18-11-2020 | Асунсьйон               | Парагвай          | 1 – 2     | Болівія   | Відбір до ЧС 2022            | 1    | 81'      |
| 9-6-2021   | Сантьяго                | Чилі              | 1 – 1     | Болівія   | Відбір до ЧС 2022            | -    | 46'      |
| 14-6-2021  | Гоянія                  | Парагвай          | 3 – 1     | Болівія   | Копа Америка 2021 - 1-й етап | -    | 46'      |
| 28-6-2021  | Куяба                   | Болівія           | 1 – 4     | Аргентина | Копа Америка 2021 - 1-й етап | -    | 61'      |
| 8-10-2021  | Гуаякіль                | Еквадор           | 3 – 0     | Болівія   | Відбір до ЧС 2022            | -    | 66'      |
| 24-3-2023  | Джидда                  | Узбекистан        | 1 – 0     | Болівія   | товариський матч             | -    | 69'      |
| 28-3-2023  | Джидда                  | Саудівська Аравія | 1 – 2     | Болівія   | товариський матч             | -    | 65'      |
| 20-6-2023  | Санта-Крус-де-ла-Сьєрра | Болівія           | 0 – 0     | Чилі      | товариський матч             | -    | 60'      |
| 8-9-2023   | Белен (Бразилія)        | Бразилія          | 5 – 1     | Болівія   | Відбір до ЧС 2026            | -    | 59'      |
| 12-10-2023 | Ла-Пас                  | Болівія           | 1 – 2     | Еквадор   | Відбір до ЧС 2026            | -    | 67'      |
| 17-10-2023 | Асунсьйон               | Парагвай          | 1 – 0     | Болівія   | Відбір до ЧС 2026            | -    | 81'      |
| 22-3-2024  | Baraki                  | Алжир             | 3 – 2     | Болівія   | товариський матч             | -    | 83'      |
| 25-3-2024  | Аннаба                  | Болівія           | 1 – 0     | Андорра   | товариський матч             | -    | 46'      |
| 31-5-2024  | Чикаго                  | Мексика           | 1 – 0     | Болівія   | товариський матч             | -    | 66'      |
| 12-6-2024  | Честер                  | Еквадор           | 3 – 1     | Болівія   | товариський матч             | -    | 46'      |
| 27-6-2024  | Іст-Ратерфорд           | Уругвай           | 5 – 0     | Болівія   | Копа Америка 2024 - 1-й етап | -    |          |
| 1-7-2024   | Орландо                 | Болівія           | 1 – 3     | Панама    | Копа Америка 2024 - 1-й етап | -    | 63'      |
| Усього     |                         | Матчів            | 19        |           | Голів                        | 1    |          |